# Казрич, Эдуард Андреевич
Эдуа́рд Андре́евич Ка́зрич (латыш. Eduards Kazričs; 1871 — 27 июня 1911) — агроном, депутат Государственной думы II созыва от Витебской губернии.

## Биография
По национальности латыш. В Рижском политехническом институте получил диплом агронома. Отбывал воинскую повинность, в запас вышел прапорщиком. Занимался земледелием в  деревне Казричи Сакстагальской волости Режицкого уезда Витебской губернии. В момент выборов в Думу внепартийный.
6 февраля 1907 года был избран в Государственную думу II созыва от общего состава выборщиков Витебского губернского избирательного собрания. В Думе вошёл в состав Конституционно-демократической фракции.
Детально дальнейшая судьба неизвестна. Скончался 27 июня 1911 года.

## Семья
- Брат — Антон Андреевич Казрич (14 января 1862 — 17 января 1917 ст. ст.), морской офицер, преподаватель Севастопольского военного училища[4].

### Рекомендуемые источники
- Jānis Bērziņš. Latvijas Depytātu Darbība Krievijas  II Valsts Domē (1907. gada 20. februāris – 3. jūnijs) Архивная копия от 13 сентября 2016 на Wayback Machine